# Etxebarri
Etxebarri város Spanyolországban,  Bizkaia tartományban. Etxebarri Bilbao, Zamudio, Galdakao és Basauri községekkel határos. Lakosainak száma 11 941 fő (2024).

## Népesség
A település népessége az utóbbi években az alábbiak szerint változott:
| Lakosok száma | 6885 | 7516 | 8152 | 9171 | 10 337 | 10 754 | 11 176 | 11 563 | 11 780 | 11 941 |
|               | 2001 | 2004 | 2007 | 2009 | 2012   | 2014   | 2017   | 2019   | 2022   | 2024   |